# Englerophytum koulamoutouense
Englerophytum koulamoutouense är en tvåhjärtbladig växtart som först beskrevs av André Aubréville och François Pellegrin, och fick sitt nu gällande namn av Ined. Englerophytum koulamoutouense ingår i släktet Englerophytum och familjen Sapotaceae.
Artens utbredningsområde är Gabon. Inga underarter finns listade i Catalogue of Life.